# Benlloc
Benlloc és un municipi del País Valencià que es troba a la comarca de la Plana Alta.

## Geografia
Lloc situat en el centre del Pla de l'Arc a la Plana Alta, pràcticament en el centre de la província de Castelló. Està situat en un emplaçament privilegiat pel que fa a infraestructures comunicatives. A més de ser node per a localitats menors situades en l'interior, té al costat l'eix provincial interior. El municipi es troba envoltat per les serres de la Serra d'en Galceran i de Subarra.
El poble és un exemple d'arquitectura i urbanisme rural. En ell es visualitza perfectament la trama urbana ben diferenciada en la seua part moderna i la històrica. Una clarament en forma d'eixample quadriculat en la qual es troben els servicis bàsics. L'altra amb xicotets pendents, atzucacs, placetes i antigues cases amb portals de pedra arquejats, tot culminat per l'església fortificada.
Limita amb la Serra d'en Galceran, Vilanova d'Alcolea, Torreblanca, Cabanes i la Vall d'Alba. S'accedix des de Castelló de la Plana a través de la CV-10, enllaçant amb la CV-152.

## Història
En el terme municipal s'han trobat vestigis ibers. La Via Augusta creua el terme municipal de nord a sud i han aparegut restes arqueològiques disseminats al costat d'ella.
L'actual població es va crear a partir de les antigues alqueries islàmiques de Tahalfazar i Benifaixó, després de la reconquista la població es va traslladar a l'actual nucli, atorgant-se la Carta de poblament en 1250 per part del rei Jaume el Conqueridor (1208-1276) al bisbe de Tortosa, Ponç de Torrellas.

## Economia
Destaca la producció agrícola i ramadera, els cultius són majoritàriament de secà, ametler i olivera, també regadius amb producció d'hortalisses i fruiteres, la ramaderia se centra en la producció porcina i avicultura intensives i bestiar oví extensiu.
La indústria se centra en l'elaboració de productes artesans com torrons, fusteria i construcció. És important també el sector hosteler.

## Demografia
| 1990  | 1992 | 1994 | 1996 | 1998 | 2000 | 2002 | 2004 | 2005  | 2006  | 2008  | 2010  |
| ----- | ---- | ---- | ---- | ---- | ---- | ---- | ---- | ----- | ----- | ----- | ----- |
| 1.003 | 940  | 912  | 876  | 863  | 842  | 910  | 860  | 1.019 | 1.107 | 1.156 | 1.181 |

| 2011  | 2012  | 2013  | 2014  | 2015  | 2016  | 2017  | 2018  | 2019  | 2020  |
| ----- | ----- | ----- | ----- | ----- | ----- | ----- | ----- | ----- | ----- |
| 1.211 | 1.182 | 1.179 | 1.153 | 1.119 | 1.095 | 1.060 | 1.036 | 1.033 | 1.048 |

## Monuments

### Monuments religiosos

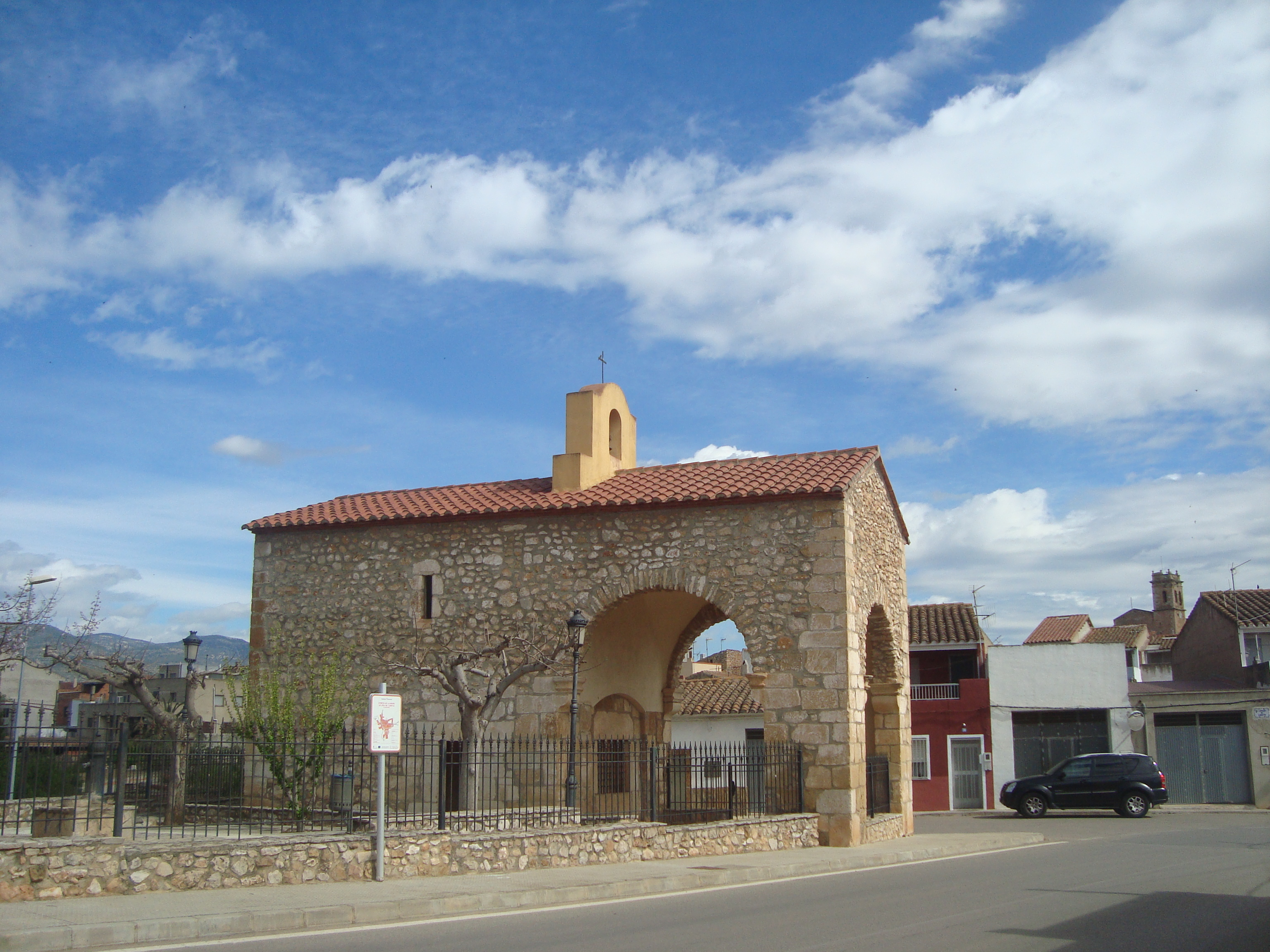
Ermita de Loreto

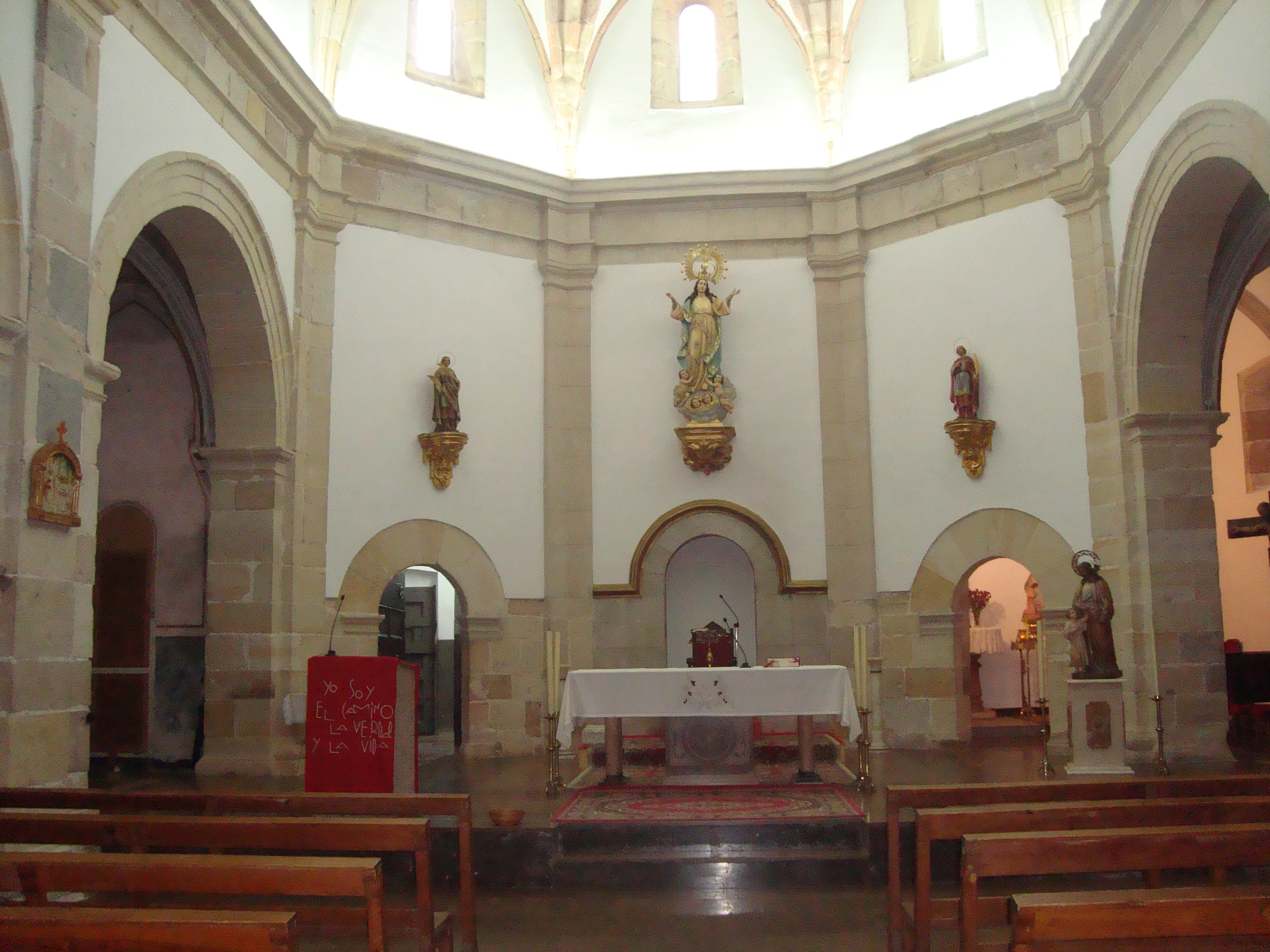
Interior de l'Església parroquial de l'Assumpció de la Mare de Déu

- Calvari del Cuartico i Ermita de Sant Josep. Este xicotet calvari d'inici del segle xx culminat per un xicotet temple tan humil com encantador es troba en la partida del seu mateix nom, una zona muntanyenca de relleu suau (màxim de 500 m.) que separa el Pla de l'Arc de la Ribera de Cabanes. Des d'allí s'oferix al visitant una espectacular vista del paratge natural del Prat de Cabanes-Torreblanca i la mar.
- Ermita de la Mare de Déu de Loreto. Del segle xvii, revela cert estil manierista en la seua projecció a l'exterior, amb una àmplia façana porticada.
- Ermita de la Mare de Déu de l'Adjutori. Temple d'una nau, sense capelles, de creuer i presbiteri rectangular. La façana d'elegant estil mostra una porta d'arc de llinda entre pilastres coronades amb fornícula. Existixen documents originals que testimonien el fet que van ser uns navegants portuguesos els quals van dipositar la imatge de l'Adjutori en 1445.
- Església dels Sants de la Pedra, del segle xvii.

### Monuments civils
- Aljubs monumentals. Estes construccions civils són depòsits d'aigua per a ús rural i d'elles es conserven perfectament dos d'elles jalonant el camí de l'ermita de l'Adjutori.
- Font dels Tres canons i llavador. Del segle xix. Ambdós elements han sigut restaurats en els últims anys. Presenten les característiques típiques de les construccions urbanes de servici comunitari. La font, construïda en 1888, té adherit al seu costat un abeurador i aboca les seues aigües al riu. Els safaretjos estan construïts amb pedra i formats per dos basses, desgastades pel centenari ús.
- El Molinet. Molí hidràulic tradicional d'alt valor patrimonial. Es conserva bé el "cup". Són d'especial interés la bassa, molt extensa per al poc pendent existent, i els elements constructius basats en l'ús de la pedra tallada.
- Sínies. Les nombroses sénies que envolten el nucli urbà, en alguns casos bastant ben conservades, representen exemples d'arquitectura rural orientada a l'obtenció de recursos escassos, com és el cas de l'aigua superficial en la comarca en què es troba. Són de finals del segle xix a mitjan segle xx.
- Pouet Nou. Construït en 1869 servia per al proveïment de la població d'aigua fins a no fa tant de temps. Representa una característica bastant usual en els nombrosos pous del terme com és la pedra d'una peça que suporta la corriola. Recentment restaurat.

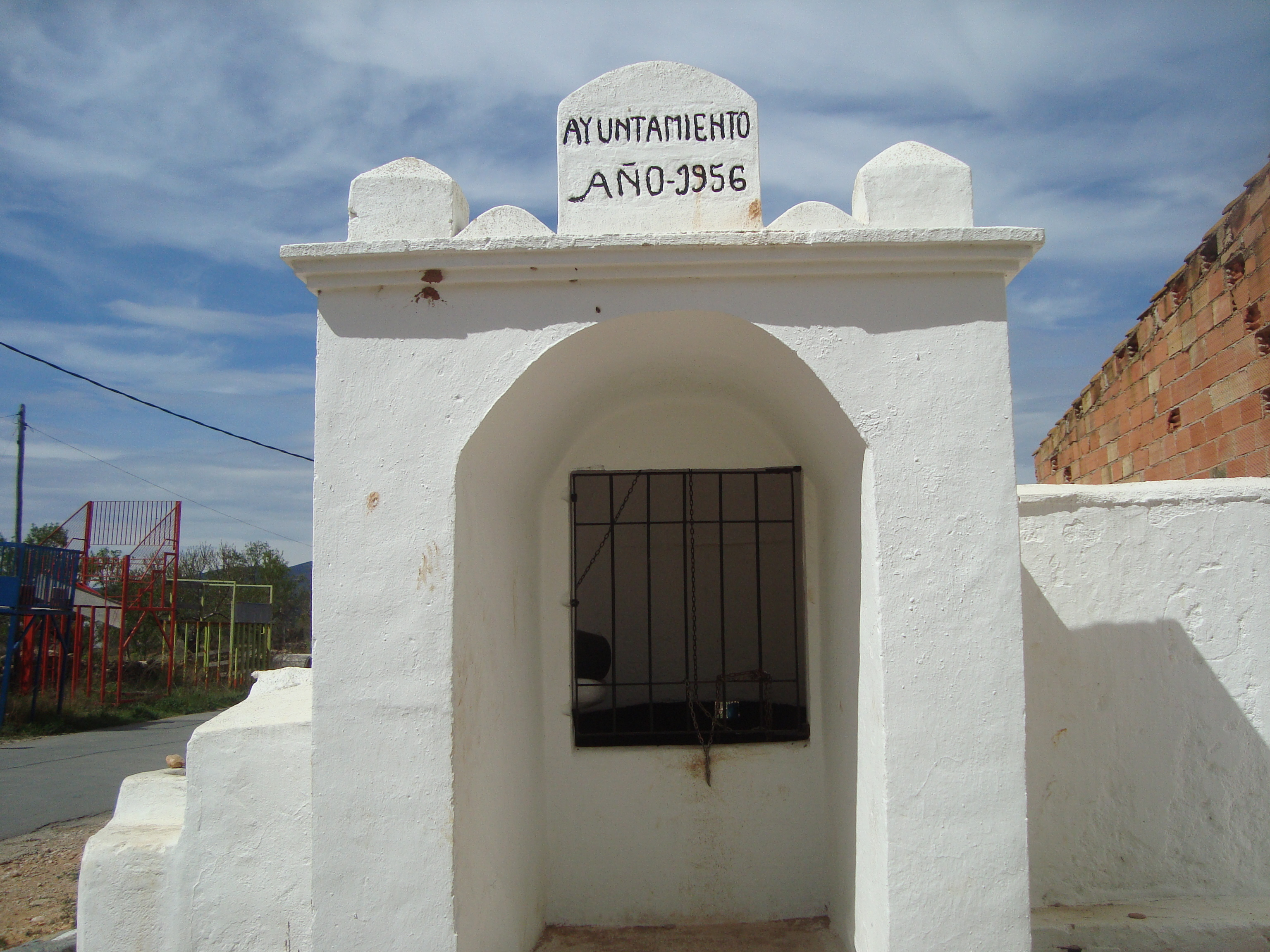
Aljub monumental
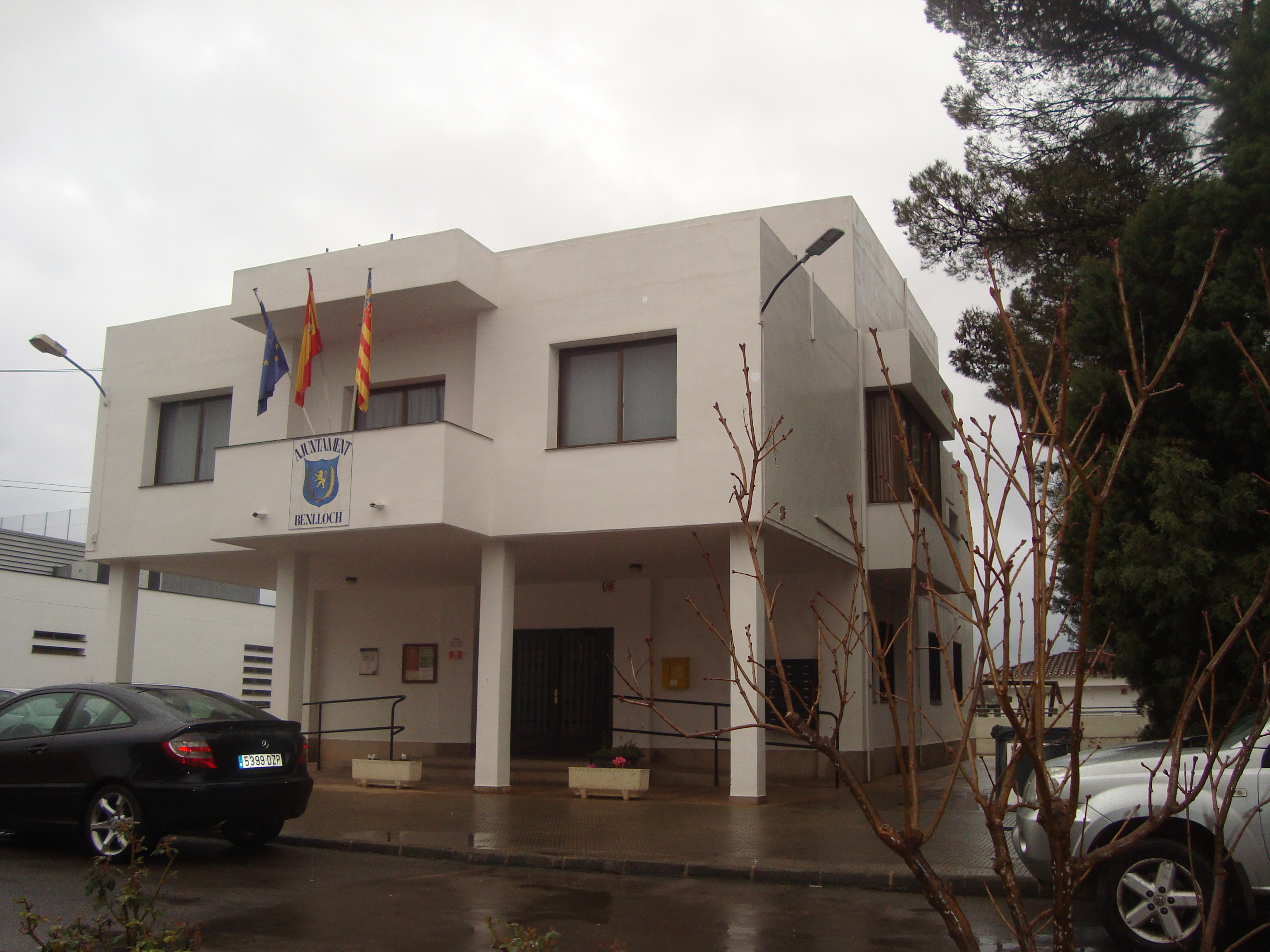
Ajuntament de Benlloc
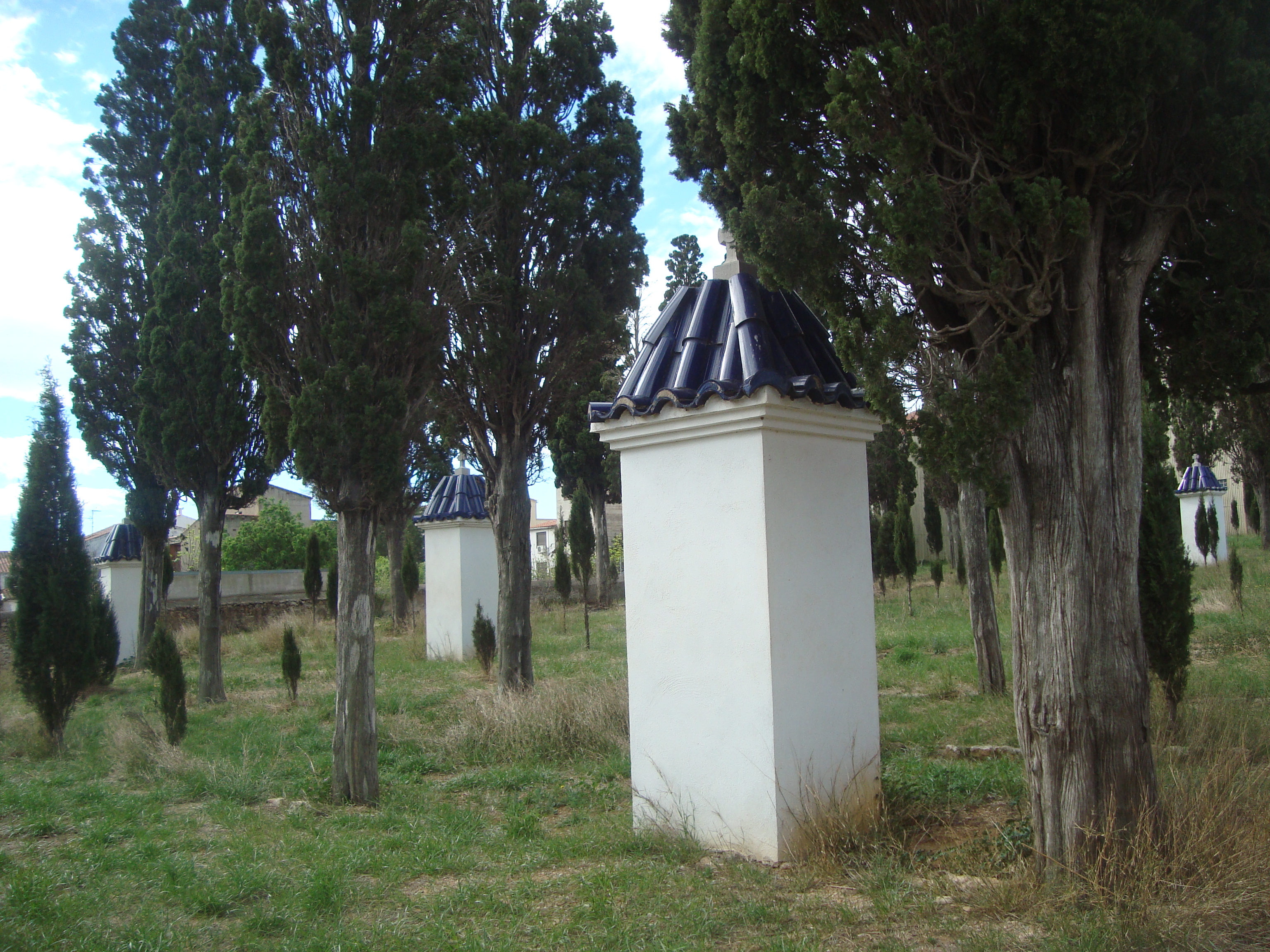
Calvari de Benlloc
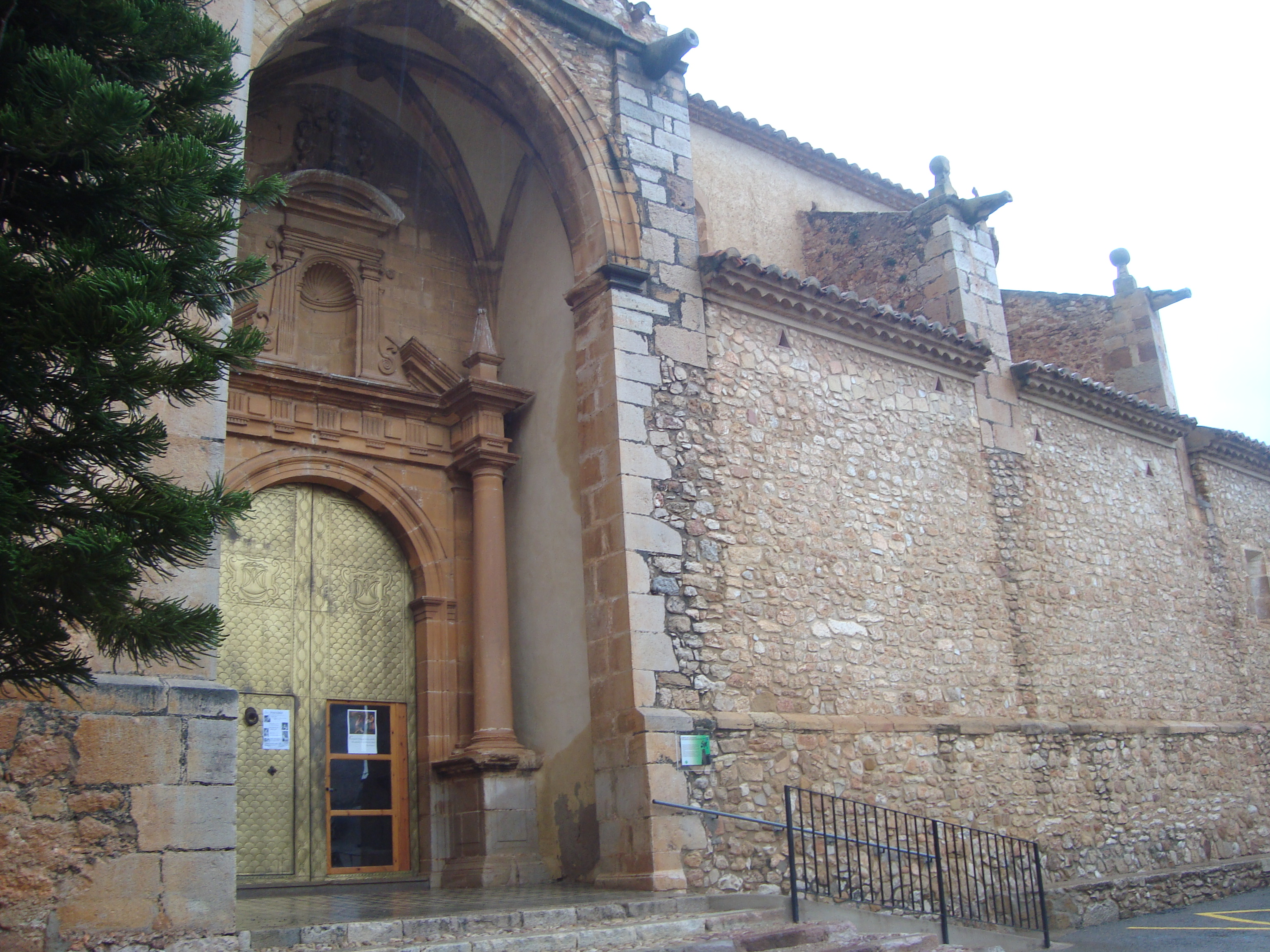
Façana de l'Església parroquial de l'Assumpció

## Llocs d'interés natural
- Oliveres mil·lenàries. Les oliveres mil·lenàries existents en el municipi han sigut elogiades com a verdaders monuments vius reflex de la història dels nostres pobles, es troben assenyalades en diferents guies referides a Benlloc. Queden uns 10 exemplars d'incalculable valor d'una tradició olivera que ha perdurat en el temps.
- Pinada de la partida de Donvalls. És citada en tríptics i visitada per excursionistes que recorren el camí de Subarra, esguitat de masies, sénies i fonts naturals com la de Subarra, i fins a un xicotet llac artificial anomenat Bassa d'Adrià. Pertany a la Generalitat i està molt pròxima al poble.
- Serra de Subarra. Zona muntanyenca del terme municipal de Benlloc (partides de Donvalls, Subarra i el Cuartico) que separa el Pla de l'Arc de la Ribera de Cabanes amb una altitud màxima de 500m però aguts desnivells, de variada vegetació, interessants construccions, diversitat de cultius, i unes impressionants vistes a la mateixa Ribera i a la mar. Les major altures les trobem al Pic de Subarra o al Turó de les Malesses, superant els 200 metres però no sobrepassant la cota màxima dels 500 metres d'altitud.
- Camí dels romans. Per este nom és coneguda ací la Via Augusta que creua el municipi de nord a sud. Esta via està totalment senyalitzada i el seu recorregut oferix interessants vistes de paisatges summament interessants tant en els aspectes rurals i naturals com en els històrics i culturals. Este recorregut transcorre pel pla de Benlloc entre cultius fins a endinsar-se, en direcció a l'est en les muntanyes de Subarra experimentant un preciós canvi d'entorn.

## Festes i celebracions

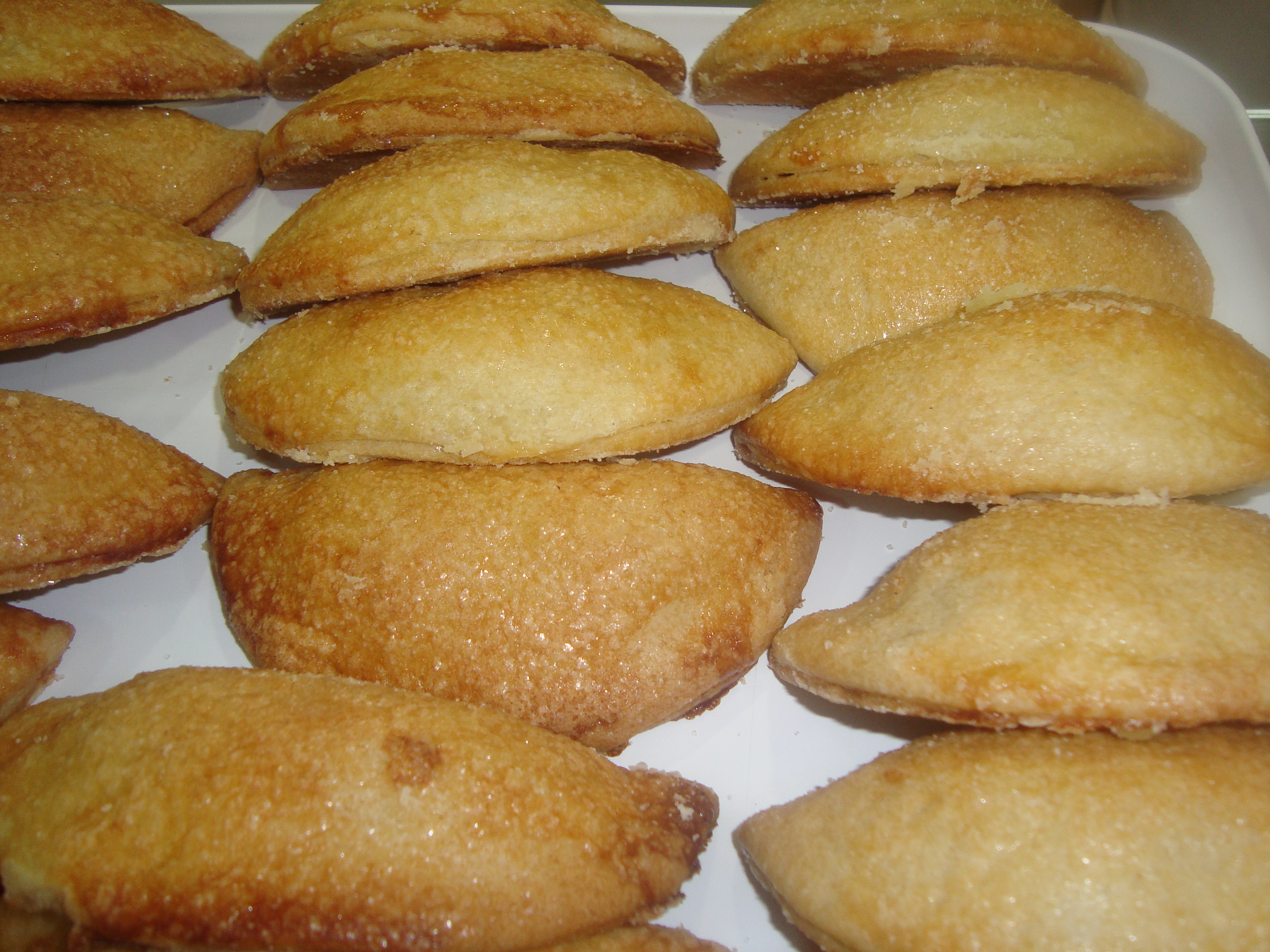
Pastissets de carabassa i mel típics de Benlloc

- Crist de la Pietat. La segona setmana de setembre.
- Festes dels sants Màrtirs. En juliol, amb romiatge a l'ermita i balls.
- Festes patronals. Dedicades a la Verge de l'Assumpció, a Sant Roc i al Sagrat Cor de Jesús. Les celebracions representen la típica festa estival amb actuacions tipus revetla, "bous al carrer", teatre, elaboració popular de paelles, menjar temàtic (cada any un plat diferent) popular, campionats esportius, etcètera.
- Sant Antoni. Fogueres i benedicció d'animals. A última hora de la vesprada es realitza la "matxà", una espècie de desfilada en el qual entre 30 i 60 parelles de genets abillats amb vestits d'època i els seus cavalls engalanats recorren pràcticament tots els carrers del poble. Les fogueres són un ancestral espectacle en què cada carrer encén un foc. Posteriorment s'oferix menjar i vi en abundància a pobladors i visitants.
- Mostra Belloquina de Productes de la Terra. El cap de setmana de Diumenge de Rams se celebra un mercat d'artesania, música tradicional, productes de la terra, exposicions, entre altres activitats.
- Feslloc. El segon cap de setmana de juliol se celebra el festival de música en valencià Feslloc, que des de 2007 organitzen l'Ajuntament de la localitat i l'entitat Escola Valenciana.
- Festa de la Verema. Vora el dia 1 de novembre se celebra la Festa de la Verema. Es tracta d'una festa recuperada en 2012 en la que durant dos dies se servix vi de la zona i es fan activitats musicals i de divulgació del món del vi.

## Gastronomia

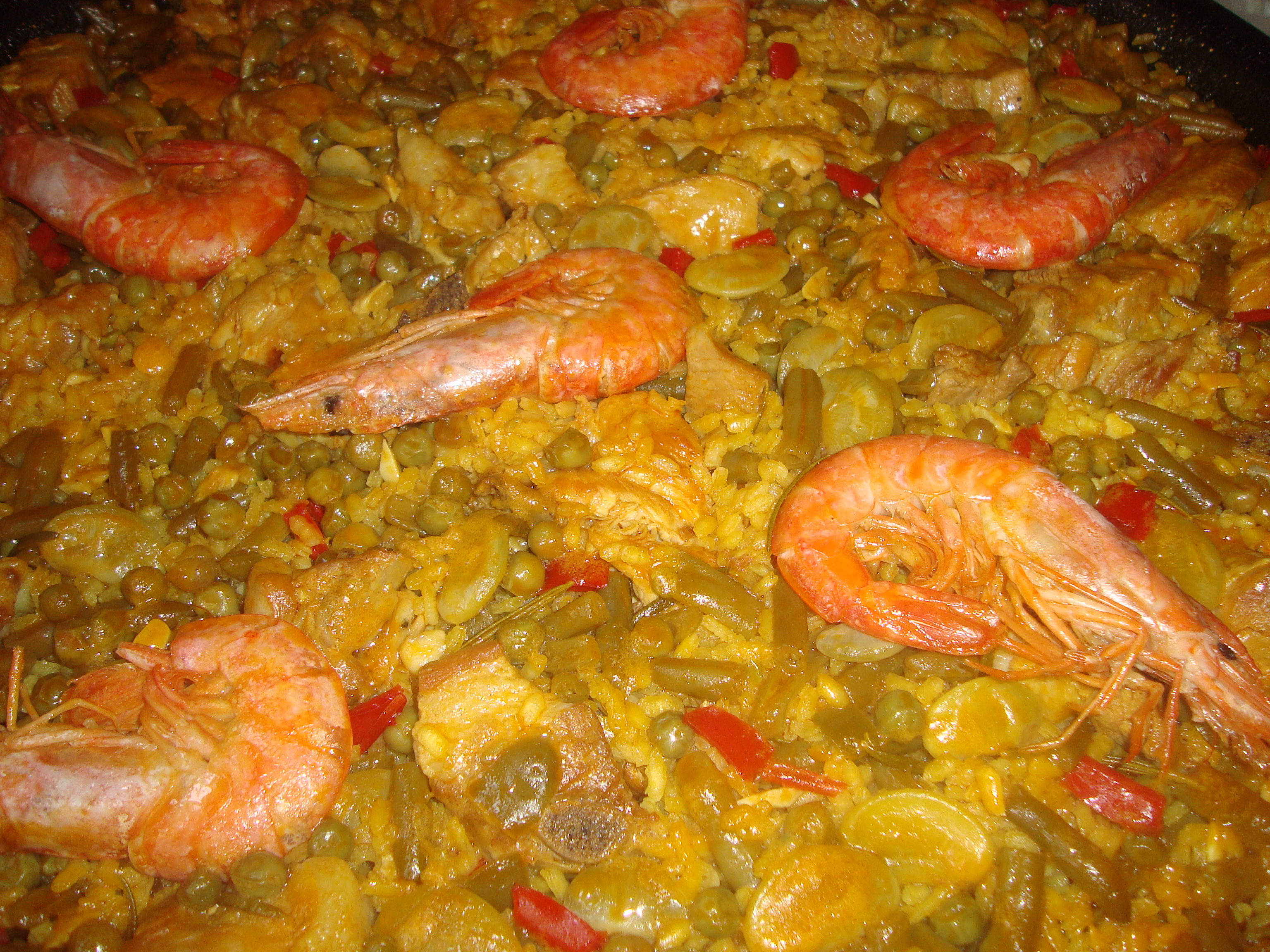
Paella d'arròs

Produccions i venda: Torrons artesans, embotits, productes de panaderia, oli d'oliva, olives...
Plats: Paella, olla, carns i embotits a la brasa, rostit...
Rebosteria: coca de mel, coca amb pebre roig, coca de figues, coques d'ametles, figues albardades, rollets, rosegons, pastissets ...